# صموئيل بي كارتر
صموئيل بي كارتر (بالإنجليزية: Samuel P. Carter)‏ هو ضابط أمريكي، ولد في 6 أغسطس 1819 في إليزابيثون في الولايات المتحدة، وتوفي في 26 مايو 1891 في واشنطن العاصمة في الولايات المتحدة.